# 宜賓日報
宜宾日报是中國共產黨宜賓市委員會（中共宜賓市委）的機關報，创刊于1952年10月1日，原名宜宾农民报。1953年4月1日更名為宜宾农民。1958年10月1日更名為宜宾日报。1971年5月停刊。1988年7月1日复刊。2015年4月25日，宜宾日报發佈金江網、手機客戶端以及新浪微博和微信公眾號等新媒體。

## 外部連結
- 金江網 （页面存档备份，存于）
- 宜宾日报数字报刊 （页面存档备份，存于）